# 작손 마르티네스
학손 아를레이 마르티네스 발렌시아(스페인어: Jackson Arley Martínez Valencia, IPA: [ˈʒaksom marˈtines], 1986년 10월 3일 ~ )는 콜롬비아의 은퇴한 축구 선수로 과거 포지션은 공격수였으며 현재는 CCM 래퍼로 활동 중이다.

## 축구인 경력

### 선수 경력
2004년 인데펜디엔테 메데인에 입단하였다. 2009년 리그 18골로 시즌 최다 득점자에 이름을 올리고 팀을 우승으로 이끌었다. 이후 K리그 울산 현대와 이적 협상을 가졌으나 합의에 이르지 못하고 결렬되었다. 2010년 멕시코의 하과레스로 이적하여 첫 시즌 리그 9골로 득점 4위에 올랐으며 2012년엔 주장 직을 수행하기도 하였다.
2012년 여름 이적 시장에서 리버풀로의 이적설이 수면 위로 떠올랐으나 7월 7일 11,000,000 미국 달러의 이적료에 포르투로 이적하였다. 8월 11일 열린 슈퍼컵에서 데뷔전을 치렀으며 이 경기에서 득점을 기록하여 포르투의 슈퍼컵 4연패에 공헌하였다. 8월 25일 이어진 비토리아 기마랑이스와의 리그 경기에선 리그 첫 득점을 성공시켰다.

### 국가대표 경력
2009년 9월 5일 에콰도르와의 2010년 월드컵 남아메리카 지역 예선 경기에서 A매치 데뷔골을 터뜨렸다.
2014년에는 2014년 FIFA 월드컵 엔트리에 포함되어 생애 첫 월드컵 출전을 확정지었으며, 조별 예선 1차전인 그리스와의 경기에서는 교체 출전하였으며, 마지막 경기인 일본전에서 선발 출장하여 2골을 기록하였다. 팀은 4-1로 대승을 거두며, 3전 전승으로 16강에 진출하였다.

## 수상
- 프리메이라리가 득점왕

- 2014년 FIFA 월드컵 맨 오브 더 매치 : vs. 일본 (조별리그)